# Izraelská národní bezpečnostní rada
Národní bezpečnostní rada (hebrejsky: המועצה לביטחון לאומי, ha-Mo'aca le-Bitachon le-Omi, anglicky: Israeli National Security Council, NSC) je stálý pracovní orgán izraelské vlády pro koordinaci problematiky bezpečnosti státu a přípravu návrhů opatření k jejímu zajišťování. Ustanovena byla v březnu 1999 za vlády premiéra Benjamina Netanjahua pro potřeby poučení se z jomkipurské války. Byla ustanovena vládním zákonem č. 4889 a slouží jako ústřední orgán odpovědný za koordinaci, integraci, analýzu a monitoring národní bezpečnosti. Od března 2011 stojí v jejím čele generál v záloze Ja'akov Amidror.

## Předsedové rady
- David Ivry, 1999–2002
- Efrajim Halevi, 2002–2003
- Uzi Dajan, 2003–2005
- Giora Eiland, 2005–2006
- Ilan Mizrachi, 2006–2007
- Dani Arditi, 2007–2009
- Uzi Arad, 2009–2011
- Ja'akov Amidror, 2011–současnost